# Mathieu Lours
Mathieu Lours est un historien de l'architecture spécialiste des architectures religieuses et de l’architecture française à l’époque moderne.

## Biographie

### Formation
Mathieu Lours est né en 1974. Après ses classes préparatoires littéraires au lycée Fénelon, il obtient l’agrégation d’histoire en 1996. En 2006, il soutient sa thèse en Histoire moderne à l’université Paris-I, sous le titre Les Cathédrales de France, du concile de Trente à la Révolution, sous la direction de Nicole Lemaître, thèse publiée aux éditions Picard en 2010 sous le titre L’Autre Temps des cathédrales.
Professeur d'histoire de l'art en classes préparatoires au lycée Janson-de-Sailly, il est également responsable du champ disciplinaire histoire de l'architecture à l'École de Chaillot, chercheur associé à l’École Pratique des Hautes Études, et membre de la Commission nationale du patrimoine et de l’architecture.

### Carrière
Les travaux de Mathieu Lours se spécialisent dans les architectures religieuses et leurs rapports aux rites, aux cultures et aux sociétés.
Il participe au projet de recherche du laboratoire Histara, de l’École Pratique des Hautes Études, intitulé "Synagogues, églises, mosquées" et, à ce titre, élargit son champ de recherche aux travaux d’architecture religieuse comparée.
Cette spécialisation dans les influences croisées le conduit à participer aux manifestations liées au centenaire de la grande mosquée de Paris en 2022, et à publier une synthèse sur les architectures sacrées.
Mathieu Lours intervient dans le débat public relatif au patrimoine français,, au patrimoine religieux,, et à la connaissance de ce dernier. Il intervient également sur les questions liées à la restauration de la cathédrale Notre-Dame de Paris,,,,,,, et s’engage en faveur de la reconstruction de la tour nord et de la flèche de la basilique de Saint-Denis.
Mathieu Lours est l'organiste titulaire des orgues de l'église Saint-Acceul d'Écouen.